# Замовкни, коли говориш!
«Замовкни, коли говориш!» («Tais-toi quand tu parles») — французько-італійська кінокомедія 1981 року, знятий режисером Філіппом Клером, з Альдо Маччоне і Едвіж Фенек у головних ролях.

## Сюжет
Джакомо — фанат Джеймса Бонда. У його квартирі на стінах постери улюбленого героя, на відео завжди бондіана, і навіть сни Джакомо бачить бондівські з собою в головній ролі. Якось у його життя вторгаються два незнайомці зі словами: «Джеймсе, треба закінчити ту місію в Тунісі…».

## У ролях
- Альдо Маччоне: Джакомо / Джеймс Бонд / Джеймс (французький шпигун)
- Едвіж Фенек: Красуня / Беатрікс
- Жак Франсуа: Діафойрус
- Філіп Клер: Ахмед
- Тарак Харбі: Алі
- Клеман Харарі: професор
- Джек Ленуар: поліцейський із Джеффом
- Бернар Піне: поліцейський, який намагається зупинити Джеймса
- Даніель Дерваль: хлопець Джеймса
- Філіп Ніко: Джефф
- Домінік Зарді: сусід Джакомо
- Ніко Іль Гранде: Великий, кульгавий кілер
- Андре Надер: Бо Йо, другий килер
- Жан-Клод Мішель: голос Джеймса Бонда на телебаченні
- Кароліна Берг: жінка біля басейну
- Софі Фав'є: фальшива блондинка
- Крістіан Ді Фраджа: таксист у дзеркалі заднього виду

## Знімальна група
- Режисер: Філіпп Клер
- Сценаристи: Енріко Ольдоїні, Філіпп Клер
- Оператор: Маріо Вульпіані
- Композитор: Армандо Тровайолі
- Монтаж: Альберто Галліті